# Henrik Dønnestad
Henrik Dønnestad (ur. 12 października 1996) – norweski biegacz narciarski.

## Kariera
Po raz pierwszy na arenie międzynarodowej pojawił się 16 grudnia 2012 roku w Sjusjøen, gdzie w zawodach juniorskich zajął 115. miejsce w biegu na 15 km techniką klasyczną. W 2019 roku wystartował na mistrzostwach świata młodzieżowców w Lahti, gdzie zajął 23. miejsce w biegu na 15 km stylem dowolnym.
W Pucharze Świata zadebiutował 8 grudnia 2018 roku w Beitostølen, gdzie zajął 54. miejsce na dystansie 30 km techniką dowolną. Pierwsze pucharowe punkty wywalczył 2 grudnia 2022 roku w Lillehammer, zajmując 15. miejsce w biegu na 10 km stylem dowolnym. Na podium indywidualnych zawodów tego cyklu pierwszy raz stanął 17 grudnia 2023 roku w Trondheim, kończąc rywalizację w biegu na 10 km techniką dowolną na trzeciej pozycji. Wyprzedzili go jedynie dwaj rodacy: Johannes Høsflot Klæbo i Pål Golberg.

## Osiągnięcia

### Mistrzostwa świata młodzieżowców
| Miejsce | Dzień       | Rok  | Miejscowość | Konkurs               | Wynik   | Strata  | Zwycięzca      |
| ------- | ----------- | ---- | ----------- | --------------------- | ------- | ------- | -------------- |
| 23.     | 23 stycznia | 2019 | Lahti       | 15 km stylem dowolnym | 34:02,8 | +2:02,4 | Jules Lapierre |

### Puchar Świata

#### Miejsca w klasyfikacji generalnej
| Sezon     | Miejsce           |
| --------- | ----------------- |
| 2017/2018 | niesklasyfikowany |
| 2022/2023 | 106.              |
| 2023/2024 | 23.               |

#### Miejsca na podium w zawodach indywidualnych Pucharu Świata chronologicznie
| Nr | Dzień      | Rok  | Miejscowość | Konkurencja             | Czas biegu | Strata | Miejsce | Zwycięzca              |
| -- | ---------- | ---- | ----------- | ----------------------- | ---------- | ------ | ------- | ---------------------- |
| 1. | 17 grudnia | 2023 | Trondheim   | 10 km stylem klasycznym | 24:43,1    | +21,1  | 3.      | Johannes Høsflot Klæbo |

#### Miejsca na podium w etapach zawodów Pucharu Świata chronologicznie
| Nr | Dzień      | Rok  | Miejscowość | Zawody      | Konkurencja                              | Czas biegu | Strata | Miejsce | Zwycięzca               |
| -- | ---------- | ---- | ----------- | ----------- | ---------------------------------------- | ---------- | ------ | ------- | ----------------------- |
| 1. | 4 stycznia | 2024 | Davos       | Tour de Ski | 20 km stylem klasycznym (bieg pościgowy) | 57:57,7    | +0,5   | 2.      | Harald Østberg Amundsen |